# Cmentarz w Woli Osowińskiej
Cmentarz w Woli Osowińskiej – znajdujący się przy ul. Nowej w Woli Osowińskiej cmentarz rzymskokatolicki, będący cmentarzem parafialnym Parafii Narodzenia Najświętszej Maryi Panny w Woli Osowińskiej. W części jest to cmentarz wojenny wpisany na listę Rady Ochrony Pamięci Walk i Męczeństwa.

## Historia
Cmentarz w Woli Osowińskiej powstał wraz z erygowaniem Parafii Narodzenia Najświętszej Maryi Panny w Woli Osowińskiej. Usytuowano go w części pola ofiarowanego przez mieszkańców na kościół, znajdującego się poza wsią na tzw. Lesinie. Na początku istnienia cmentarz zabierał bardzo mało miejsca, a na pozostałym terenie uprawiano zboże i zioła.
Cmentarz możemy podzielić na sześć sektorów:
- Pierwszy (lata 30–40 XX wieku)

Najstarszy zachowany, a zarazem najmniejszy sektor cmentarza parafialnego. Mogiły znajdujące się w tej części to głównie groby pół-ziemne i betonowe, często spotyka się również nagrobki lastrykowe, lecz one wykonywane były w późniejszym okresie. Oprócz grobów pojedynczych znajduje się tu trzy mogiły z okresu II wojny światowej, zamordowanych przez hitlerowców mieszkańców Nowin i Oszczepalina. Ta część cmentarza jest nazywana starym cmentarzem.
- Drugi (lata 40–50, 80–90 XX wieku)

Ten sektor cmentarza położony w północnej jego części był formowany głównie w okresie II wojny światowej. Znajduje się tutaj trzy mogiły żołnierzy nieznanych, podwójna z 1942 roku, pojedyncza z 1943 roku, oraz potrójna. Ta część uważana za cmentarz wojenny, bo spoczywają tutaj osoby które walczyły o wolność Polski, m.in. w formacjach Wojska Polskiego i Batalionów Chłopskich. W tej części spotyka się również dużo grobów ze schyłku XX wieku, spowodowane jest to akcją ks. kan. Jana Madeja – ówczesnego proboszcza Parafii Narodzenia Najświętszej Maryi Panny w Woli Osowińskiej, która miała na celu uporządkowanie cmentarza poprzez zapełnienie pustych kwater, znajdujących się w różnych częściach cmentarza. Groby znajdujące się w tej części to głównie nagrobki wykonane z lastryka i granitu. Ta część cmentarza jest nazywana starym cmentarzem.
- Trzeci (lata 50–70 XX wieku)

Sektor cmentarza znajdujący się w południowej jego części. Zajmuje on najwięcej powierzchni całego cmentarza. Szerokością pokrywa się z drugim sektorem, lecz jest o wiele dłuższy. Groby znajdujące się w tej części to głównie nagrobki wykonane z lastryka i granitu. W miejscu tej części cmentarza znajdował się pierwotny cmentarz parafialny z początku lat 30. Dominowały tam groby ziemne i pół-ziemne, które były mało trwałe, a z upływem lat także zaniedbane.
- Czwarty (lata 60–80 XX wieku)

Sektor cmentarza znajdujący się w południowo-zachodniej jego części, początkowo służący do pochówku małych dzieci i ludzi młodych. Na początku lat 60 przeniósł się w to miejsce cały powstający w tym okresie cmentarz. W tej części pochowany jest między innymi – ks. Stanisław Tkacz, proboszcz Parafii Narodzenia Najświętszej Maryi Panny w Woli Osowińskiej, w latach 1967-1988. Groby znajdujące się w tej części to głównie nagrobki z lastryka i granitu.
- Piąty (1985–2010)

Sektor cmentarza znajdujący się w południowo-wschodniej jego części. Pierwszy pochówek w tej części miał miejsce w roku 1984. Piąty sektor cmentarza łączy się z trzecim, lecz łatwo je rozróżnić z powodu że groby w nowszej części stoją w jednej linii. Ostatni pochówek na nowym miejscu w tej części cmentarza miał miejsce w 2010 roku. Większość grobów, które tu się znajdują to nagrobki z marmuru. Ta część cmentarza jest nazywana nowym cmentarzem. Tutaj pochowany jest m.in. Wacław Tuwalski – komendant 10 obwodu łukowskiego BCh, nauczyciel, długoletni dyrektor miejscowej szkoły, działacz społeczny.
- Szósta (od 2010)

Jest to najmłodsza część cmentarza. Znajduje się ona w północno-wschodniej jego części. Pierwszy pochówek w tym miejscu odbył się w 2010 roku. Część ta sąsiaduje z tzw. starym cmentarzem.
W latach 90. miało miejsce uporządkowanie cmentarza, którego dokonał ks. Jan Madej, w związku z tym część tzw. nowego cmentarza zajmuje tak mało miejsca. W 2011 roku aleja główna cmentarza została utwardzona kostką.